# 風見規文
風見 規文（かざみ のりふみ、1980年12月8日 - ）は、日本の画家。東京都足立区出身。文星芸術大学卒業。主に個展で活動している。無所属。
壁画技法による作品を制作している。

## 受賞歴
- 第21回上野の森美術館大賞展　美ヶ原高原美術館賞（2002年）受賞（上野の森美術館蔵）[1]
- 文星芸術大学卒業制作展　最優秀賞（2005年）受賞（文星芸術大学蔵）
- 前橋アートコンペライブ 2011　銀賞（2011年）受賞[2]

## 主な展覧会
- 第21回上野の森美術館大賞展（上野の森美術館） 2002年
- 第21回上野の森美術館大賞　受賞者展（銀座　吉井画廊）2003年
- 個展（池袋　アトリエベムスター）2011年
- Korea International Art Fair 2012 GALLERY EDELブースにて出展（韓国　ソウル）2012年
- 個展（銀座　EHARA GALLERY）2013年
- 個展（表参道　ギャラリーニイク）2013年[3]
- ARTMONACO'13 GALLERY EDELブースにて出展（モナコ）2013年